# Еберхард фон Кьонигсег-Фронхофен
Еберхард фон Кьонигсег-Фронхофен (на немски: Eberhard von Königsegg-Fronhofen; † 24 юни 1377) от стария швабски благороднически род Кьонигсег е господар на Кьонигсегерберг и Фронхофен в област Равенсбург в Баден-Вюртемберг и фогт на Госау в кантон Санкт Гален в Швейцария.
Той е най-малкият син на рицар Улрих II фон Кьонигсег († 1389) и съпругата му Анна фон Хюрнхайм-Катценщайн († 1350), дъщеря на рицар Улрих фон Хюрнхайм-Катценщайн († 1315) и Маргарета († сл. 1328). Братята му са Анселм фон Кьонигсег († 1380), Улрих фон Кьонигсег-Аулендорф († 1386/1388), господар на Аулендорф и Марщетен, Бертхолд фон Кьонигсег († 1378) и Улрих (Утц) фон Кьонигсег († 1373/1380).
През 1613 г. родът е издигнат на фрайхер и през 1629 г. на имперски граф от император Фердинанд II.

## Фамилия
Еберхард фон Кьонигсег-Фронхофен се жени за Елизабет и след това за Урсула фон Клингенберг († сл. 1391). Te имат три сина:
- Еберхард фон Кьонигсег цу Кьонигсегерберг (* пр. 24 юни 1377), близнак
- Албрехт фон Кьонигсег цу Кьонигсегерберг (* пр. 24 юни 1377), близнак, женен I. за Салезия Дотерин, II. (1655) за Гута Щьоклин; няма деца
- Ерхард фон Кьонигсег цу Кьонигсегерберг († 18 октомври 1403), женен за Урсула фон Райшах († 2 октомври 1423); имат осем деца